# Enicospilus gibbus
Enicospilus gibbus là một loài tò vò trong họ Ichneumonidae.